# محمد بن طلال
الأمير محمد بن طلال بن عبد الله بن الحسين بن علي (2 أكتوبر 1940 - 29 أبريل 2021)،  هو شقيق ملك الأردن الراحل الحسين بن طلال وعم الملك عبد الله الثاني. شغل منصب ولي العهد وكان الممثل الشخصي لملك الأردن.
الأمير محمد هو أحد أفراد الأسرة الهاشمية الحاكمة في الأردن فوالده هو الملك طلال بن عبد الله ثاني ملوك المملكة الأردنية الهاشمية ووالدته هي الملكة زين الشرف.

## حياته
ولد الأمير محمد في عمان في 2 أكتوبر سنة 1940، عاش طفولته الأولى في كنف والديه وبرعاية جده المؤسس الملك عبدالله الأول، حرص والداه على أن يتلقى تعليما جادا فالتحق بـ«الكلية العلمية الإسلامية» في عمّان ليدرس فيها المرحلة الإبتدائية. وفي بداية شبابه أُرسل إلى سويسرا حيث التحق «بمدرسة بوسوليل» وبعدها أكمل دراسته الثانوية في كلية بريانستون الإنجليزية في بريطانيا.
وكبقية أمراء بني هاشم تلقى الأمير محمد تعليماً عسكريا ً بالتحاقه بالكلية العسكرية في بغداد إبان العهد الملكي وتخرج منها في عام 1957 ليعود مباشرة إلى الأردن وينتسب إلى القوات المسلحة الأردنية - الجيش العربي. خدم الأمير محمد خدمة عسكرية في كتيبة الحرس الملكي الخاص الأولى فترة من الوقت كما عمل في تلك الفترة مرافقا عسكريا خاصا للملك الحسين.
اختاره الملك الحسين في بدايه عهده ليكون ولياً للعهد فشغل هذا المنصب لمدة 10 سنوات تقريبا (من 11 آب 1952 حتى 30 يناير 1962). كان ينوب عن الملك حسين مرات عديدة أثناء سفرالملك للخارج، كما كان يُكلف بعدد من المهام السياسية التي يطلبها الملك.
في عام 1970 عينه الملك حسين رئيسا لمجلس شيوخ العشائر الأردنية وهو منصب مهم يتيح التواصل الإيجابي بين الديوان الملكي الهاشمي والعشائر الأردنية، وفي عام 1973 عينه الملك الحسين في منصب الممثل الشخصي له ليمثله في العديد من المناسبات.
وتكريما للأمير محمد الذي يحمل رتبة مشير فخري في القوات المسلحة الأردنية، سميت إحدى كتائب الجيش الأردني باسمه وهي كتيبة الأمير محمد الآلية التاسعة التي تسمى كتيبة النخوة التي تسلمت علم الثورة العربية الكبرى من الملك عبدالله الثاني في عام 2018 تقديراً لجهودها وتكريماً لارواح شهدائها.
كان للأمير محمد العديد من النشاطات وخصوصا في مجال الرياضة فهو رئيس الإتحاد الأردني للشطرنج والرماية،  كما يحمل رخصة طيران خاصة منذ عام 1960 وترأس في فترة من الفترات اللجنة العليا للسياحة والرئاسة الفخرية للاتحاد البريطاني لرياضة الكراتيه.
نال الأمير محمد العديد من الأوسمة الأردنية والعالمية فهو يحمل قلادة الحسين بن علي ووسام النهضة المرصع ووسام الاستقلال ووسام الكوكب الأردني، كما يحمل العديد من الأوسمة الرفيعة من فرنسا وإيطاليا والدنمارك وبريطانيا والمغرب وغيرها.

## حياته الشخصية

### نسبه
يعود نسب الأمير محمد إلى النسب النبوي فهو في الجيل الثاني والأربعين من أبناء فاطمة بنت محمد وزوجها علي بن أبي طالب من طريق ابنهما الحسن بن علي. فنسبه هو محمد بن طلال بن عبد الله بن الحسين بن علي بن محمد بن عبد المعين بن عون بن محسن بن عبد الله بن الحسين بن عبد الله بن الحسن بن محمد أبو نمي الثاني بن بركات بن محمد بن بركات بن الحسن بن عجلان بن رميثة بن محمد أبو نمي الأول بن الحسن بن علي الأكبر بن قتادة بن إدريس بن مطاعن بن عبد الكريم بن عيسى بن الحسين بن سليمان بن علي بن عبد الله بن محمد الثائر بن موسى الثاني بن عبد الله الرضا بن موسى الجون بن عبد الله المحض بن الحسن المثنى بن الحسن السبط بن علي بن أبي طالب الهاشمي القرشي.

### عائلته
والدة الأمير محمد هي الملكة زين الشرف ابنة الشريف جميل بن ناصر بن علي الذي كان أحد المشاركين في الثورة العربية الكبرى في 1916م. أما إخوته الاشقاء فهم: الملك الحسين (1935 - 1999) شقيقه الأكبر وثالث ملوك المملكة الأردنية الهاشمية، والأمير الحسن ولي عهد سابق (1947-) والأميرة بسمة (1951-).
تزوج الأمير محمد مرتين كانت الأولى من فريال إرشيد عام 1964 والتي لقبت بعد الزواج بالأميرة فريال محمد، وأنجبا:
- الأمير طلال (1965-)
- الأمير غازي (1966 -)

ولكن هذا الزواج لم يكتب له الاستمرار فانفصلا في عام 1978.
تزوج في المرة الثانية من تغريد المجالي في 28 يونيو 1981 وهي ابنة رئيس وزراء الأردن الأسبق هزاع المجالي، وقد لقبت بعد الزواج بالأميرة تغريد محمد.

## وفاته
توفي يوم الخميس 29 أبريل 2021 ميلاديًّا، الموافق 17 رمضان 1442 هجريًّا عن عمر ناهز 80 عامًا. أعلن الديوان الملكي في الأردن عن الحداد الرسمي في البلاط الملكي الهاشمي لمدة 7 أيام بأمر من الملك عبد الله الثاني.
تلقى الملك عبد الله الثاني برقيات تعزية ومواساة بوفاة الأمير محمد من كل من: الملك سلمان بن عبدالعزيز آل سعود ملك المملكة العربية السعودية وولي العهد السعودي الأمير محمد بن سلمان ومن رئيس دولة فلسطين محمود عباس  ومن حكام وشيوخ دولة الإمارات العربية المتحدة وعلى رأسهم الشيخ خليفة بن زايد آل نهيان، رئيس دولة الإمارات العربية المتحدة والشيخ محمد بن راشد آل مكتوم نائب رئيس دولة الإمارات رئيس مجلس الوزراء حاكم دبي، والشيخ محمد بن زايد آل نهيان ولي عهد أبوظبي نائب القائد الأعلى للقوات المسلحة والشيخ حميد بن راشد النعيمي عضو المجلس الأعلى حاكم عجمان، والشيخ حمد بن محمد الشرقي عضو المجلس الأعلى حاكم الفجيرة، والشيخ سعود بن صقر القاسمي عضو المجلس الأعلى حاكم رأس الخيمة والشيخ سلطان بن محمد القاسمي عضو المجلس الأعلى حاكم الشارقة.
كما تلقى الملك عبد الله الثاني برقيات تعزية ومواساة من كل من أمير قطر الشيخ تميم بن حمد آل ثاني ومن الرئيس المصري عبدالفتاح السيسي ومن أمير الكويت نواف الأحمد الجابر الصباح ونائبه ورئيس الوزراء الكويتي ومن ملك البحرين حمد بن عيسى آل خليفة ومن رئيس دولة إسرائيل رؤوفين ريفلين.